# Lluita lliure professional
|  | Aquest article tracta sobre Lluita lliure professional. Vegeu-ne altres significats a «Lluita lliure». |

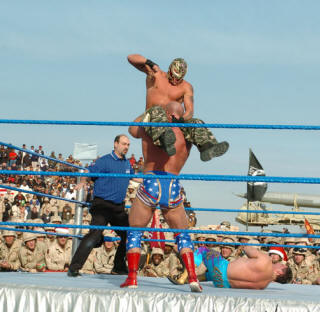
Combat de lluita lliure professional.

La lluita lliure professional és un tipus d'entreteniment en el qual les persones involucrades participen en baralles esportives programades, és a dir, amb resultats pautats. Té els seus orígens en els dies dels carnavals viatgers. Els humils començaments de la lluita lliure professional inclouen destreses de fortalesa i actuacions acrobàtiques. Durant la major part del segle, els promotors i participants de la lluita lliure argumentaven que la competència era completament real i defensaven fortament els secrets del negoci. Qualsevol pretext de competència veritable va ser abandonat al final de la dècada de 1990, quan la Federació Mundial de Lluita de Vince McMahon va començar a descriure els seus esdeveniments com "entreteniment esportiu", al costat d'un canvi formal de nom cap a World Wrestling Entertainment (encara que el canvi de nom va ser una resposta a una demanda de part del World Wildlife Fund en contra de la Federació Mundial de Lluita (World Wrestling Federation) per l'ús de les inicials "WWF" en el Regne Unit, l'augment de l'ús del terme "entreteniment" fins al final de la demanda sembla una explicació al canvi voluntari del nom per McMahon.

## Normes
A la lluita lliure professional existeixen diverses formes de guanyar, com el Pinfall, Rendició, Desqualificació, KO o Compte Fora.

### Pinfall
Per guanyar per pinfall, un lluitador ha de col·locar els muscles del seu contrincant en la lona i mantenir-lo en aquesta posició mentre l'àrbitre copeja la lona tres vegades. Aquesta és la forma més comuna per a guanyar una lluita. Si els muscles d'un lluitador estan caiguts (ambdós muscles tocant la lona) i qualsevol part del lluitador contrincant l'està tocant, és completament legal realitzar el pinfall. Mètodes il·legals de pinfalls són utilitzar les cordes per a major poder i sostenir els pantalons del contrincant, aquests són mètodes populars pels heels. En molt poques ocasions els àrbitres assoleixen veure aquestes situacions i en la gran majoria dels casos el lluitadors face han de pagar les conseqüències, perdent les lluites.
Ocasionalment, existeixen ocasions que els muscles d'ambdós lluitadors van estar en la lona al moment de realitzar el compte fins a 3. Aquesta situació la majoria de les vegades duu a declarar un empat, i en alguns casos es programa una lluita en el futur per a determinar al guanyador.

### Rendició o Submissió
Per guanyar per rendició, el lluitador ha de fer que el seu contrincant digui "Give Up" ("Em Rendeixo"), normalment, però no necessàriament, aplicant-li una clau de rendició.
En quedar inconscient en una clau de rendició duu a una derrota per KO (knockout). Per a determinar si un contrincant està KO en la WWE, l'àrbitre aixeca el braç del lluitador i el deixa caure. Si deixa caure el braç 3 vegades i el lluitador no té la força per aturar la caiguda del seu braç, el lluitador és considerat en estat KO.
A més, un lluitador pot indicar la rendició amb "Tap Out o Tapping Out", això és, tocant diverses vegades la lona o al lluitador que li aplica la clau amb una mà lliure. El "Tap Out" és comunament utilitzat en la lluita professional perquè el públic pugui veure la rendició, ja que no sembla possible sentir a un lluitador cridar "Give Up".

### Compte Fora o Countout
Un countout (també "count-out" o "count out") roman fora del ring fins després que l'àrbitre assoleixi arribar al compte de 10 (ocasionalment 20). El compte enrere s'acaba quan el lluitador col·loca els seus dos peus de tornada en el ring. Si ambdós lluitadors estan fora del ring, el compte enrere s'inicia per a ambdós. Una tàctica molt comuna, per a assolir més temps fora del ring, és que un lluitador entra al ring i immediatament surt, per a reiniciar el compte. Si ambdós lluitadors romans fora del ring quan el compte arribi a 10, ambdós són desqualificats i es denomina "Doble Countout" o "Empat Impossible".
Si ambdós lluitadors estan botats en la lona i no es mouen, l'àrbitre pot començar un compte enrere a 10 fins que algun dels lluitadors es posi dempeus. Si un lluitador s'assoleix posar dempeus, el compte enrere s'acaba immediatament. Si cap dels lluitadors assoleix posar-se dempeus, és considerat un empat, conegut com a "Doble KO" o, de forma incorrecta, "En ring count-out". En algunes ocasions això es fa servir perquè el públic participi, donant suport al seu lluitador favorit perquè es posi dempeus.
La norma del countout també indica que un lluitador no pot guanyar si qualsevol part del lluitador contrincant està fora del ring o tocant les cordes. Això serveix per a salvar-se de pinfalls i claus de rendició, posant qualsevol part del cos tocant les cordes.

### Desqualificació
Una desqualificació pot ser causada per nombroses raons:
- Utilitzar claus o moviments il·legals, no alliberar al contrincant mentre està tocant les cordes, asfixiar o mossegar a un contrincant, o copejar diverses vegades amb el puny tancat. Aquestes violacions duen que l'àrbitre iniciï un compte enrere de 5, si el lluitador no allibera la clau il·legal causarà una desqualificació.
- Qualsevol atac d'una persona externa a la lluita, amb contacte físic. Si la persona que va a intervenir és treta del ring per l'àrbitre o per un lluitador, no és causal per a una desqualificació.
- Copejar al contrincant amb un objecte extern (cadira, cadena, televisor, pals, etc.).
- Un cop baix (als testicles) directe.
- Copejar a l'àrbitre intencionalment o, en casos extrems, la majoria de les vegades en lluites d'àrbitre especial, tocar a l'àrbitre.
- Atacar l'ull del contrincant, ja sigui copejant-lo, donant-li qualsevol atac a l'ull.
- Sostenir els pantalons d'un contrincant durant un pinfall (o de vegades només s'anul·la el pinfall).
- Treure la màscara d'un lluitador. (és il·legal a Mèxic)

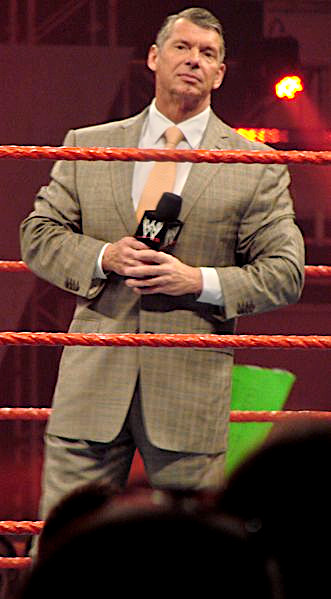
És l'actual president de la WWE

A la pràctica, les normes són violades moltes vegades, sense meritar una desqualificació, ja sigui perquè l'àrbitre està distret o perquè no va veure l'atac, o simplement va veure l'atac però va decidir continuar el combat. En la WWE, un àrbitre ha de veure la falta amb els seus propis ulls per meritar una desqualificació. És molt comuna que els àrbitres siguin escridassats durant la lluita. Mentre l'arbitre roman "inconscient", les normés són gairebé sempre violades. En alguns casos mentre l'àrbitre roman escridassat, un lluitador realitza un pinfall sobre el seu contrincant, assolint un temps de més de 3 segons, però, a causa de l'estat de l'àrbitre, no pot guanyar la lluita i es veu obligat a continuar lluitant.
Si tots els participants d'una lluita fan cas omís als advertiments de l'àrbitre, la lluita pot acabar en una doble desqualificació, on ambdós lluitadors o equips (en una lluita en parelles) són desqualificats. El combat és anul·lat i declarat empat o, en certes ocasions, es decideix reiniciar la lluita, per ordre d'algun Directiu General.

## Promocions
Les organitzacions que produeixen baralles de lluita lliure professional són conegudes com a promocions. En aquesta llista només estan nomenades les promocions més rellevants que existeixen en el món, excloent les promocions de l'Amèrica Llatina.

### World Wrestling Entertainment
La World Wrestling Entertainment, o simplement WWE, és una de les associacions de lluita lliure més conegudes en tot el món. Posseeix un gran prestigi a causa dels seus anys de trajectòria i a les "superestrelles" que hi han passat. El propietari actual d'aquesta empresa és Vincent Kennedy McMahon, qui va heretar a la WWE des del seu pare, Vince McMahon.
La WWE està dividida en 3 marques; Raw, ECW i SmackDown!, les quals són transmeses en tres dies diferents; dilluns, dimarts i divendres, respectivament. A més la WWE transmet 14 esdeveniments PPV que són transmesos a través del sistema Pay Per View, aproximadament una vegada al mes.
Actualment la WWE posseeix 9 campionats que són defensats en les seves 3 marques, en la qual cadascuna d'elles posseeix l'exclusivitat d'algun campionat.

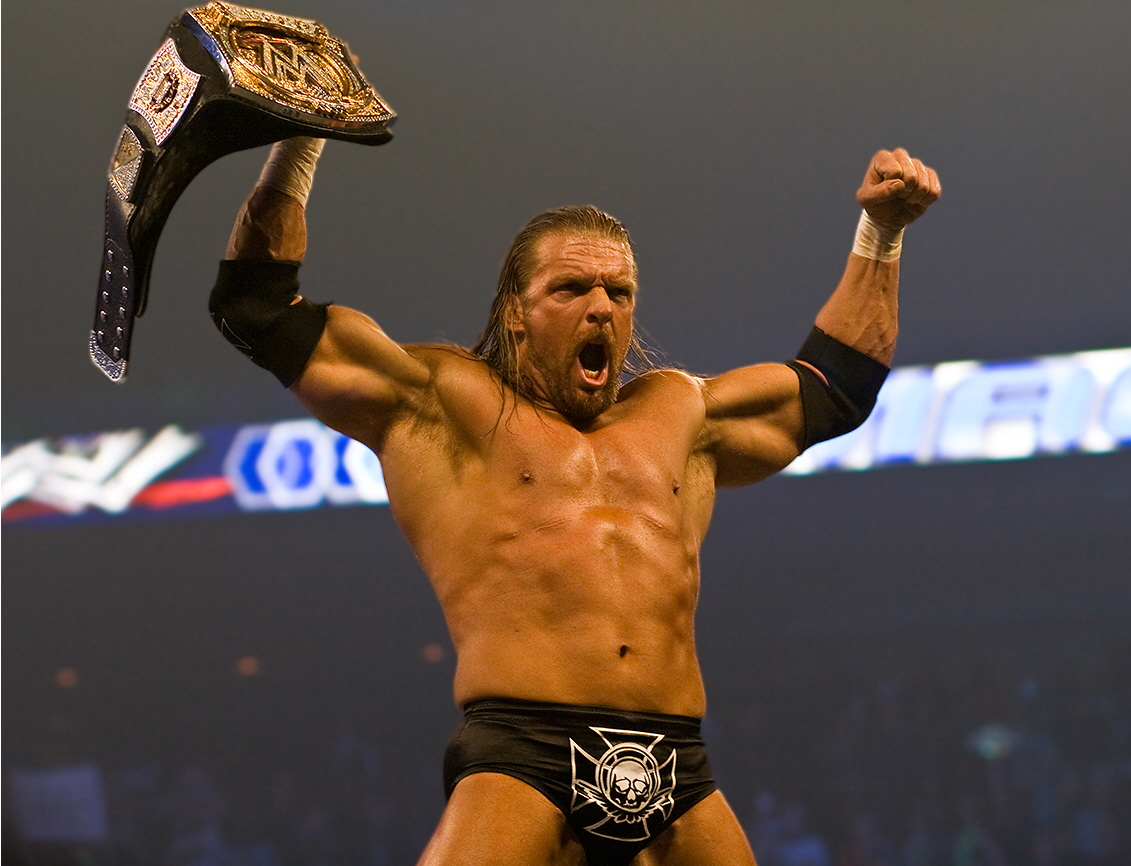
Triple H, el segon lluitador de la WWE que ha aconseguit més WWE Championships (8)

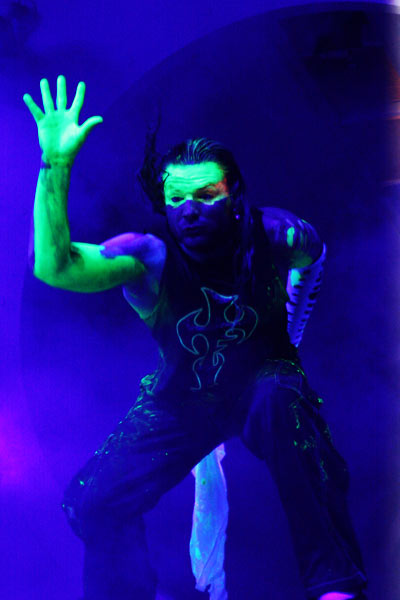
Jeff Hardy al ring de la TNA

### Total Nonstop Action Wrestling
La Total Nonstop Action Wrestling, o simplement TNA, és una organització de lluita lliure nord-americana fundada pel lluitador Jeff Jarrett i el seu pare, Jerry Jarrett, al maig del 2002. La TNA originalment parteix de la National Wrestling Alliance (NWA), i era coneguda com a NWA-TNA. TNA es va separar de la NWA el 2004, i va deixar d'usar el Títol Mundial Pesat de NWA i el títol de Campions en Parelles de NWA a mitjans del 2007, per a crear els seus propis títols: el TNA World Heavyweight Championship i TNA World Tag Team Championship, sumant-los al seu exclusiu TNA X-Division/ Championship.
TNA és la primera promoció nord-americana a usar únicament rings hexagonals, en contraposició als convencionals de quadre cantons. TNA té unes normes diferents a qualsevol altra organització de lluita lliure pel que fa al canvi de cinturó, el qual també pot canviar de mans si el resultat del combat és desqualificació o compte fora (en la resta d'organitzacions, ambdós resultats declaren com guanyador al contrincant, però el cinturó no canvia de mans), anul·lant l'avantatge del campió.

### Ring of Honor
El Ring of Honor, coneguda com a ROH, és una promoció de lluita professional independent americana. Va ser creada el 2002 per Rob Feinstein, i és actualment propietat ded Cary Silkin.
ROH registra totes les seves demostracions i les ven en DVD a través del seu correu i magatzem en línia. A més posseeix 3 campionats, els quals són defensats pels seus lluitadors.